# Konan N'Dri
Konan N'Dri, né le 27 octobre 2000 en Côte d'Ivoire, est un footballeur ivoirien qui évolue au poste d'attaquant à l'US Lecce

## Biographie

### En club
Originaire de Côte d'Ivoire, Konan N'Dri est formé à l'Aspire Academy (en) avant de rejoindre en janvier 2019 la Belgique et la KAS Eupen,.
Il joue son premier match en professionnel le 3 mars 2019, lors d'une rencontre de championnat face au Royal Antwerp. Il entre en jeu à la place d'Eric Ocansey lors de ce match qui se solde par la défaite de son équipe (2-1 score final).
Le 20 janvier 2021, Konan N'Dri inscrit son premier but en professionnel face au Beerschot, à l'occasion d'un match de championnat. Il est titulaire ce jour-là et son équipe s'impose par trois buts à un.
Le 21 juillet 2023, Konan N'Dri quitte le KAS Eupen afin de s'engager en faveur de l'OH Louvain. Il signe un contrat de trois ans, soit jusqu'en juin 2026,.